# Uganda a 2000. évi nyári olimpiai játékokon
Uganda az ausztráliai Sydneyben megrendezett 2000. évi nyári olimpiai játékok egyik részt vevő nemzete volt. Az országot az olimpián 5 sportágban 13 sportoló képviselte, akik érmet nem szereztek.

## Asztalitenisz
Női
| Versenyző   | Versenyszám | Csoportkör                                                                                  | Csoportkör | 32-es főtábla     | Nyolcaddöntő      | Negyeddöntő       | Elődöntő          | Döntő             | Helyezés |
| Versenyző   | Versenyszám | Ellenfél Eredmény                                                                           | Hely.      | Ellenfél Eredmény | Ellenfél Eredmény | Ellenfél Eredmény | Ellenfél Eredmény | Ellenfél Eredmény | Helyezés |
| ----------- | ----------- | ------------------------------------------------------------------------------------------- | ---------- | ----------------- | ----------------- | ----------------- | ----------------- | ----------------- | -------- |
| Mary Musoke | Egyes       | N csoport · Irina Palina (RUS) · 9-21, 9-21, 18-21 · Song Ah Sim (HKG) · 16-21, 9-21, 11-21 | 3.         | kiesett           | kiesett           | kiesett           | kiesett           | kiesett           | 49.      |

## Atlétika
Férfi
| Versenyző    | Versenyszám | Előfutam | Előfutam | Előfutam | Negyeddöntő | Negyeddöntő | Negyeddöntő | Elődöntő | Elődöntő | Elődöntő | Döntő   | Döntő    |
| Versenyző    | Versenyszám | Idő      | Hely.    | Össz.    | Idő         | Hely.       | Össz.       | Idő      | Hely.    | Össz.    | Idő     | Helyezés |
| ------------ | ----------- | -------- | -------- | -------- | ----------- | ----------- | ----------- | -------- | -------- | -------- | ------- | -------- |
| Davis Kamoga | 400 m       | 45,92    | 2.       | 31.      | 45,74       | 5.          | 24.         | kiesett  | kiesett  | kiesett  | kiesett | kiesett  |
| Paskar Owor  | 800 m       | 1:49,99  | 6.       | 51.      |             |             |             | kiesett  | kiesett  | kiesett  | kiesett | kiesett  |
| Julius Achon | 1500 m      | 3:39,40  | 7.       | 15.      |             |             |             | 3:40,32  | 6.       | 15.      | kiesett | kiesett  |
| Alex Malinga | Maraton     |          |          |          |             |             |             |          |          |          | 2:24:53 | 57.      |

Női
| Versenyző     | Versenyszám | Előfutam | Előfutam | Előfutam | Elődöntő | Elődöntő | Elődöntő | Döntő   | Döntő    |
| Versenyző     | Versenyszám | Idő      | Hely.    | Össz.    | Idő      | Hely.    | Össz.    | Idő     | Helyezés |
| ------------- | ----------- | -------- | -------- | -------- | -------- | -------- | -------- | ------- | -------- |
| Grace Birungi | 800 m       | 2:03,32  | 5.       | 25.      | kiesett  | kiesett  | kiesett  | kiesett | kiesett  |

## Íjászat
Uganda ezen az olimpián indult először íjászat sportágban, de az egyetlen íjászuk az első körben kiesett.
Női
| Versenyző          | Versenyszám | Selejtező | Selejtező | 64-es főtábla                     | 32-es főtábla     | Nyolcaddöntő      | Negyeddöntő       | Elődöntő          | Döntő             | Helyezés |
| Versenyző          | Versenyszám | Pont      | Kiemelt   | Ellenfél Eredmény                 | Ellenfél Eredmény | Ellenfél Eredmény | Ellenfél Eredmény | Ellenfél Eredmény | Ellenfél Eredmény | Helyezés |
| ------------------ | ----------- | --------- | --------- | --------------------------------- | ----------------- | ----------------- | ----------------- | ----------------- | ----------------- | -------- |
| Margaret Tumusiime | Egyéni      | 474       | 64.       | Kim Szunjong (KOR) (1.) · 124-164 | kiesett           | kiesett           | kiesett           | kiesett           | kiesett           | 64.      |

## Ökölvívás
| Versenyszám      | Selejtező         | Nyolcaddöntő                    | Negyeddöntő       | Elődöntő          | Döntő             | Helyezés |     |
| Versenyszám      | Ellenfél Eredmény | Ellenfél Eredmény               | Ellenfél Eredmény | Ellenfél Eredmény | Ellenfél Eredmény | Helyezés |     |
| ---------------- | ----------------- | ------------------------------- | ----------------- | ----------------- | ----------------- | -------- | --- |
| Sunday Kizito    | Papírsúly         | Ivanas Stapovičius (LTU) · 3-9  | kiesett           | kiesett           | kiesett           | kiesett  | 17. |
| Jackson Asiku    | Légsúly           | Arlan Lerio (PHI) · RSC         | kiesett           | kiesett           | kiesett           | kiesett  | 17. |
| Abdul Tebazalwa  | Harmatsúly        | César Morales (MEX) · 8-13      | kiesett           | kiesett           | kiesett           | kiesett  | 17. |
| Kassim Napa Adam | Pehelysúly        | Tulkunbay Turgunov (UZB) · 3-12 | kiesett           | kiesett           | kiesett           | kiesett  | 17. |

RSC - a játékvezető megállította a mérkőzést

## Úszás
Férfi
| Versenyszám  | Előfutam   | Előfutam | Előfutam | Elődöntő | Elődöntő | Elődöntő | Döntő   | Döntő    |         |
| Versenyszám  | Idő        | Hely.    | Össz.    | Idő      | Hely.    | Össz.    | Idő     | Helyezés |         |
| ------------ | ---------- | -------- | -------- | -------- | -------- | -------- | ------- | -------- | ------- |
| Joe Atuhaire | 100 m mell | 1:22,35  | 3.       | 65.      | kiesett  | kiesett  | kiesett | kiesett  | kiesett |

Női
| Versenyszám   | Előfutam    | Előfutam | Előfutam | Elődöntő | Elődöntő | Elődöntő | Döntő   | Döntő    |         |
| Versenyszám   | Idő         | Hely.    | Össz.    | Idő      | Hely.    | Össz.    | Idő     | Helyezés |         |
| ------------- | ----------- | -------- | -------- | -------- | -------- | -------- | ------- | -------- | ------- |
| Supra Singhal | 100 m gyors | 1:08,15  | 6.       | 52.      | kiesett  | kiesett  | kiesett | kiesett  | kiesett |